# 72 Змееносца
 72 Змееносца (72 Ophiuchi, сокращ. 72 Oph) — двойная звезда в экваториальном созвездии Змееносец. 72 Змееносца имеет видимую звёздную величину +3.74, и, согласно шкале Бортля, видна невооружённым глазом даже на внутригородском небе (англ. Inner-city).
Из измерений параллакса, полученных во время миссии Hipparcos, известно, что звезда удалена примерно на 86,9 св. лет (26,6 пк) от Земли. Звезда наблюдается севернее 81° ю. ш., то есть, видна практически на всей территории обитаемой Земли, за исключением приполярных областей Антарктиды. Лучшее время для наблюдения — июнь.
72 Змееносца движется с довольно большой скоростью относительно Солнца, чем остальные звёзды: её радиальная гелиоцентрическая скорость: −24 км/с, что в 2,5 раза больше скорости местных звёзд Галактического диска, а также это значит, что звезда приближается к Солнцу. По небосводу звезда движется на северо-запад.
72 Змееносца (латинизированный вариант лат. 72 Ophiuchi) является обозначением Флемстида. У звезды также есть и обозначение, данное Гулдом — 199 G. Змееносца (лат. 199 G. Ophiuchi).

## Свойства двойной звезды
72 Змееносца— это широкая пара звёзд. В телескоп видно, что это две звезды, блеск которых + 3,74 m и + 13.90m. Обе звезды отдалены друг от друга на угловое расстояние в 0,25 ", что соответствует большой полуоси орбиты, по крайней мере, 645 а.е. и периоду обращения, по крайней мере, 11 600 лет (для сравнения радиус орбиты Плутон равен 39,5 а.е. и период обращения равен 247,9 лет, то есть 72 Змееносца B находится в 16 раз дальше).
Если мы будем смотреть со стороны 72 Змееносца A на 72 Змееносца B, то мы увидим красную звёздочку, которая светит с яркостью −5.55m, то есть с яркостью 7,3 Венер. Причём угловой размер звезды будет — 0,00028°, то есть в 2000 раз меньше Солнца, поскольку угловой диаметр последнего — 0,5°. С другой стороны, если мы будем смотреть со стороны 72 Змееносца B на 72 Змееносца A, то мы увидим бело-жёлтую звезду, которая светит с яркостью −15.82m, то есть с яркостью 17,5 Лун в полнолунии. Причём угловой размер звезды будет — 0,0016°, то есть в 312,5 раз меньше нашего Солнца.
Возраст системы 72 Змееносца — около 250 млн..

### Свойства компонента A
72 Змееносца A — карлик спектрального класса A5V, что указывает на то, что водород в ядре звезды служит ядерным «топливом», то есть звезда находится на главной последовательности. Звезда излучает энергию со своей внешней атмосферы при эффективной температуре около 8718 К, что придаёт ей характерный бело-жёлтый цвет звезды спектрального класса A и делает её источником ультрафиолетового излучения.
Масса звезды обычна для карлика и составляет 1,99 {\displaystyle M_{\bigodot }}. В связи с небольшим расстоянием до звезды её радиус может быть измерен непосредственно, и первая такая попытка была сделана в 1922 году. Угловой размер звезды тогда был оценён в 1,0 mas, а это значит, что на таком расстоянии её абсолютный радиус равен 1,3 {\displaystyle R_{\bigodot }}, что как мы знаем сегодня было в полтора раза меньше истинного диаметра. Последующие измерения показали, что её радиус почти в 2 раза больше радиуса Солнца и составляет 1,9 {\displaystyle R_{\bigodot }}. Также звезда светит гораздо ярче нашего Солнца, её светимость составляет 20 {\displaystyle L_{\bigodot }}. Для того, чтобы планета, аналогичная нашей Земле, получала примерно столько же энергии, сколько она получает от Солнца, её надо было бы поместить на расстоянии 4,47 а. е., то есть примерно в ту точку, которая находится на полпути между Поясом астероидов и Юпитером. Причём с такого расстояния 72 Змееносца A выглядел бы почти в двое меньше нашего Солнца, каким мы его видим с Земли — 0,23° (угловой диаметр нашего Солнца — 0,5°).
Звезда имеет поверхностную гравитацию 4,04 СГС или 110 м/с2, то есть почти втрое меньше, чем на Солнце (274,0 м/с2), что, по-видимому, может объясняться большой поверхностью звезды, при малой массе. Звёзды, имеющие планеты, имеют тенденцию иметь большую металличность по сравнению Солнцем и 72 Змееносца A имеет значение металличности почти на четверть больше, чем на Солнце: содержание железа в ней относительно водорода составляет 123 %. Скорость вращения равна 65 км/с, что даёт период вращения звезды порядка 1,52 дня.
У звезды обнаружен избыток инфракрасного излучения на длине волны —25 мкм, что позволяет предположить, что звезду окружает околозвёздный диск из пыли с температурой 60 К, который может вращаться на расстоянии примерно 82,96 а. е..

### Свойства компонента B
72 Змееносца B — карлик с радиусом звезды 0,34 {\displaystyle R_{\bigodot }}, который характерен для красных карликов спектрального класса M3.2V. Исходя из теории звёздной эволюции его масса должна быть порядка 0,3 {\displaystyle M_{\bigodot }}, а светимость должна быть равна 0,015 {\displaystyle L_{\bigodot }}. Для того чтобы планета, аналогичная нашей Земле, получала примерно столько же энергии, сколько она получает от Солнца, её надо было бы поместить на расстоянии 0,12 а.е., то есть примерно в трое ближе, чем та точка, где в Солнечной системе находится Меркурий, чей радиус орбиты равен 0,39 а.е.. Причём с такого расстояния, 72 Змееносца B выглядела бы в 3 раза больше нашего Солнца, каким мы его видим с Земли — 1,5° (угловой диаметр нашего Солнца — 0,5°).
Система 72 Змееносца является источником рентгеновского излучения, которое, скорее всего, исходит от звезды 72 Змееносца B.

## История изучения кратности звезды
В 1827 году В. Я. Струве открыл, что 72 Змееносца является двойной звездой, то есть открыл компонент AC и звезда вошла в каталоги как STF 342. Затем в 1842 году, после проведения спектрографических исследований у звезды 72 Змееносца были обнаружены компоненты Aa,Ab. Однако в 1876 году стало понятно, что произошла ошибка и звезда 72 Змееносца перестала считаться спектрально-двойной. Затем, с развитием телескопостроения, в 1890 году у звезды был открыт компонент AB (звёздочка 14-й величины). Затем в 2007 году у звезды 72 Змееносца третий компонент AD и звезда вошла в каталоги как DAL 36. Согласно Вашингтонскому каталогу визуально-двойных звёзд, параметры этих компонентов приведены в таблице:
| Компонент | Год  | Количество измерений | Позиционный угол | Угловое расстояние | Видимая звёздная величина 1 компонента | Видимая звёздная величина 2 компонента |
| Aa,Ab     | 1842 | 8                    | 157°             | 1.3″               | 3.74m                                  | 7.50m                                  |
| Aa,Ab     | 1876 | 8                    | 156°             | 1.6″               | 3.74m                                  | 7.50m                                  |
| AB        | 1890 | 9                    | 301°             | 25.3″              | 3.74m                                  | 13.90m                                 |
| AB        | 1934 | 9                    | 299°             | 25.4               | 3.74m                                  | 13.90m                                 |
| AB        | 2015 | 9                    | 298°             | 25.1″              | 3.74m                                  | 13.90m                                 |
| AC        | 1827 | 11                   | 170°             | 60.0″              | 3.74m                                  | 11.45m                                 |
| AC        | 1878 | 11                   | 168°             | 51.7″              | 3.74m                                  | 11.45m                                 |
| AC        | 1911 | 11                   | 166°             | 54.4″              | 3.74m                                  | 11.45m                                 |
| AC        | 2015 | 11                   | 163°             | 64.3″              | 3.74m                                  | 11.45m                                 |
| AD        | 2007 | 2                    | 47°              | 24.4″              | 3.74m                                  | 14.80m                                 |
| AD        | 2010 | 2                    | 48°              | 24.2″              | 3.74m                                  | 14.80m                                 |

Обобщая все сведения о звезде, можно сказать, что у звезды 72 Змееносца есть спутник (компонент AB), звезда 14-й величины, находящийся на очень малом угловом расстоянии, которое он изменил, двигаясь по эллиптической орбите, в течение последних почти 125 лет и он, несомненно, настоящий компаньон. Рядом находится компонент «C» (компонент AC), звезда 11-й величины, находящаяся на угловом расстоянии 64,5 секунд дуги у которой известен каталожный номер — UCAC2 35243811 и она находится, судя по её параллаксу на расстоянии более 4372 св. лет. Про компонент AD, мало что можно сказать определённого так как он был открыт совсем недавно.

## Ближайшее окружение звезды
Следующие звёздные системы находятся на расстоянии в пределах 20 световых лет от звезды 72 Змееносца (включены только: самая близкая звезда, самые яркие (<6,5m) и примечательные звёзды). Их спектральные классы приведены на фоне цвета этих классов (эти цвета взяты из названий спектральных типов и не соответствуют наблюдаемым цветам звёзд):
| Звезда     | Спектральный класс | Расстояние, св. лет |
| HD 165401  | G2 V               | 7.69                |
| Дзета Змеи | F3 V               | 19.75               |

Рядом со звездой, на расстоянии 20 световых лет, есть ещё порядка 10 красных, оранжевых карликов и жёлтых карликов спектрального класса G, K и M, а также 1 белый карлик, которые в список не попали.